# کنترل‌کننده موتور

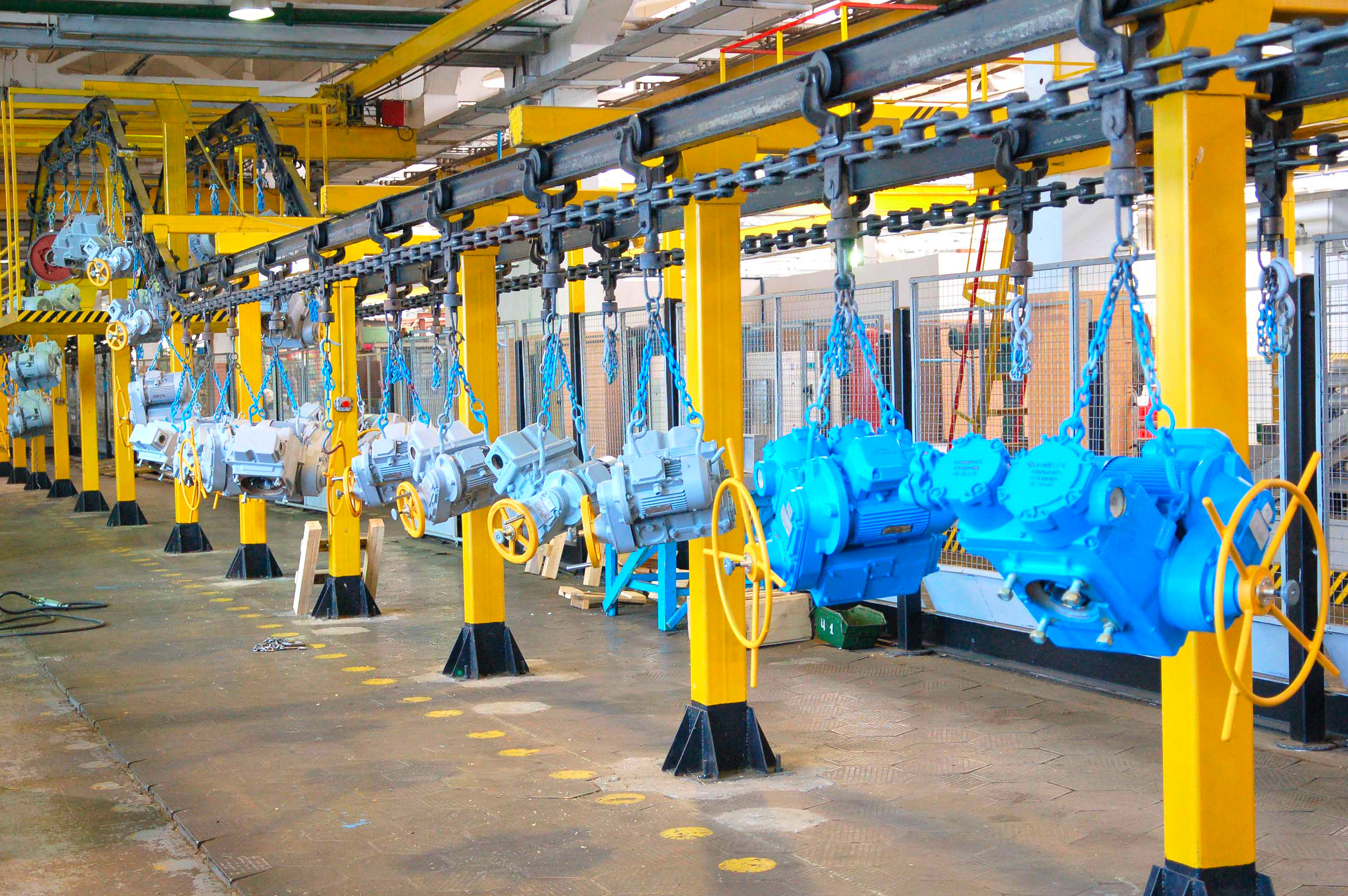
نمایی از یک‌نوع دستگاه حمل و نقل و کنترل‌کنندهٔ موتور. این کنترل‌کننده، محصولِ رنگ‌شده را از اتاق رنگ با استفاده از سیستم نوار نقاله به بیرون از اتاق، هدایت می‌کند.

کنترل‌کننده موتور (Motor Controller)، دستگاه یا سیستمی برای راه‌اندازی و کنترل موتورهای الکتریکی است. یک کنترل‌کننده موتور می‌تواند شامل ابزارهای دستی یا خودکار برای کارهایی مانند راه‌اندازی یا توقف موتور، انتخاب جهت چرخش (چپ‌گرد، راست‌گرد)، کنترل و تنظیم سرعت، کنترل و تنظیم گشتاور، و حفاظت موتور در برابر اضافه بار باشد.

## کاربردها
هر موتور الکتریکی معمولاً نوعی از کنترل‌کننده در کنار خود دارد. کنترل‌کننده‌ها بر اساس ویژگی و پیچیدگی آن‌ها و نیز بسته به کاربرد موتور، متفاوت هستند. ساده‌ترین حالت کنترل موتور، یک سوییچ است که وظیفه اتصال موتور به منبع تغذیه را بر عهده دارد، و به عنوان مثال در لوازم خانگی و ابزار برقی (Power Tools) مورد استفاده قرار می‌گیرد.
سوییچ می‌تواند دستی، رِله‌ای، یا کنتاکتوری باشد که به یک سنسور متصل است تا موتور را به‌طور اتوماتیک روشن و خاموش کند. سوئیچ همچنین می‌تواند دارای حالت‌های مختلفی برای انتخاب اتصالات به موتور باشد که منجر به کاهش ولتاژ آغاز به‌کار موتور، چرخش معکوس یا انتخاب سرعت آن شود.
موتورهای کوچک ممکن است در ساختار داخلی خود ابزاری برای محافظت از اضافه بار داشته باشند. موتورهای بزرگ‌تر حاوی رله‌های محافظتی اضافه‌بار یا رله‌های سنسورِ دما در کنترل‌کنندهٔ خود، و همچنین فیوز و مدارشکن برای حفاظت از اضافه‌جریان هستند.

## انواع کنترل‌کننده‌های موتور
کنترل‌کننده‌های موتور می‌توانند به‌طور دستی، کنترل از راه دور، یا اتوماتیک باشند. آن‌ها می‌توانند تنها شامل ابزار ساده‌ای چون شروع و توقف یک موتور یا عملکردهای دیگر باشند. کنترل‌کننده‌های موتور الکتریکی بر اساس نوع موتور (آهنربای دائم، سِروُ، سری، تحریک مجزا و جریان متناوب) دسته‌بندی می‌شوند. کنترل‌کننده موتور به منبع تغذیه، مثل باتری یا برق، وصل می‌شود و مدارات کنترلی آن با سیگنال‌های دیجیتال یا آنالوگ کار می‌کنند.

### اینوِرتر فرکانس‌متغیر
اینورتر فرکانس‌متغیر یا درایو AC یکی از پرکاربردترین کنترل‌کننده‌های الکتروموتورها است. یکی از ویژگی‌های منحصر به فرد اینورترها قابلیت کنترل دور موتور از ۰ تا ۱۰۰ درصد است. اینورترها می‌توانند از موتور حفاظت کنند یا بدون نیاز به هیچ چیز دیگری، موتور را راه‌انداری و چپ‌گرد/راست‌گرد کنند.